# Paramphiascella calcarifer
Paramphiascella calcarifer är en kräftdjursart som först beskrevs av Sewell.  Paramphiascella calcarifer ingår i släktet Paramphiascella och familjen Diosaccidae. Inga underarter finns listade i Catalogue of Life.